# Scoparia valenternota
Scoparia valenternota là một loài bướm đêm trong họ Crambidae.